# Teenage Mutant Ninja Turtles: Danger of the Ooze
Teenage Mutant Ninja Turtles: Danger of the Ooze är ett TV-spel från 2014, utgivet av Activision, och baserat på 2012 års Turtlesserie. Spelet släpptes som en uppföljare till Out of the Shadows från 2013.

## Handling
Shredder, Tigerclaw och en grupp mutanter härjar i New York. Sköldpaddorna rör sig mellan New York och Dimension X.

### Fotnoter
1. ↑  Cassidee Moser (5 november 2014). ”Teenage Mutant Ninja Turtles: Danger of the Ooze Review”. IGN. http://www.ign.com/articles/2014/11/05/teenage-mutant-ninja-turtles-danger-of-the-ooze-review. Läst 1 december 2015.
2. ↑  ”Teenage Mutant Ninja Turtles: Danger of the Ooze” (på engelska). Metacritic. 26 mars 2014. http://www.metacritic.com/game/playstation-3/teenage-mutant-ninja-turtles-danger-of-the-ooze. Läst 1 december 2015.
3. ↑  ”Teenage Mutant Ninja Turtles: Danger of the Ooze” (på engelska). Gamespot. 26 mars 2014. http://www.gamespot.com/teenage-mutant-ninja-turtles-danger-of-the-ooze/. Läst 1 december 2015.
4. ↑  ”Teenage Mutant Ninja Turtles: Danger of the Ooze” (på engelska). IGN. 4 september 2014. http://www.ign.com/articles/2014/09/04/teenage-mutant-ninja-turtles-danger-of-the-ooze-announced. Läst 1 december 2015.
5. ↑  ”Teenage Mutant Ninja Turtles: Danger of the Ooze” (på engelska). Giantbomb. 28 oktober 2014. http://www.giantbomb.com/teenage-mutant-ninja-turtles-danger-of-the-ooze/3030-47498/. Läst 1 december 2015.